# Calystryma nototrebula
Calystryma nototrebula is een vlinder uit de familie van de Lycaenidae. De wetenschappelijke naam van de soort is voor het eerst geldig gepubliceerd in 1988 door Johnson, Eisele & MacPherson.